# کای، یاماناشی
کای در استان یاماناشی در کشور ژاپن واقع شده‌است که دارای جمعیت ۷۴٬۰۷۷ نفر و مساحت ۷۱٫۹۴ کیلومتر مربع با تراکم جمعیت ۱٬۰۳۰ نفر در کیلومترمربع است و در تاریخ ۱ سپتامبر ۲۰۰۴ به عنوان شهر شناخته شد.